# 擬似プリエンプティブ
擬似プリエンプティブ（ぎじプリエンプティブ）とはマルチタスク処理の一形態。
Microsoft Windows Version3.1にWin32s実行環境をインストールしたものから見られ、以降Windows 9x系に受け継がれたマルチタスクで、x86の32ビットコードで書かれたプログラムおよびMS-DOS用プログラムに対してはプリエンプティブに、Win16コードに対してはノンプリエンプティブに動作する形態をとった。
Windows NT系OSはプリエンプティブ化されている。